# Litthauisches Ulanen-Regiment Nr. 12
Das Litthauische Ulanen-Regiment Nr. 12 war ein Kavallerieverband der Preußischen Armee. 

## Verbandszugehörigkeit 1914

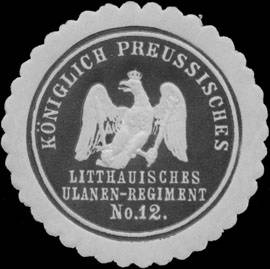
Siegelmarke Litthauisches Ulanen-Regiment Nr. 12

- I. Armee-Korps in Königsberg

Kommandierender General: Generalleutnant Hermann von François (mit der Führung beauftragt)
- 2. Division in Insterburg

Kommandeur: Generalleutnant Otto von Below
- 2. Kavallerie-Brigade in Insterburg

Kommandeur: Generalmajor Robert von Kap-herr

## Geschichte
Im Zuge der Heeresreform wurde mit A.K.O. vom 26. Januar 1860 die Aufstellung eines 4. kombinierten Ulanen-Regiments zu vier Eskadronen befohlen. Dazu gaben die Kürassier-Regimenter Nr. 2 und 3 sowie die Ulanen-Regimenter Nr. 4 und 8 jeweils eine Eskadron ab. Als Stiftungstag wurde der 7. Mai 1860 festgelegt.
Am 14. Juni 1860 war das Regiment einsatzbereit mit Stab, 1. und 2. Eskadron in Insterburg, sowie 3. und 4. Eskadron in Wehlau aufgestellt. Zum ersten Kommandeur wurde Major Friedrich von Trotha ernannt.
Durch A.K.O. vom 4. Juli 1860 erhielt der Verband den Namen Litthauisches Ulanen-Regiment (Nr. 12), der am 7. Mai 1861 ebenfalls durch A.K.O. in seine endgültige Form Litthauisches Ulanen-Regiment Nr. 12 abgeändert wurde.

### Deutscher Krieg
Im Krieg gegen Österreich rückte das Regiment nach Schlesien und Böhmen aus und war an mehreren kleineren Gefechten beteiligt. Am 3. Juli 1866 kämpften die Ulanen in der Schlacht bei Königgrätz und kehrten danach ohne weitere größere Kampftätigkeiten Mitte September in ihre Standorte zurück.

### Deutsch-Französischer Krieg
Als 1870 der Krieg gegen Frankreich begann, war das Regiment der 1. Kavallerie-Division zugeteilt und nahm an der Einschließung der Festung Metz teil. Nachdem Metz am 27. Oktober kapituliert hatte, verlegte der Divisionsverband an die Loire, wo die französische Loirearmee den deutschen Einschließungsring um Paris bedrohte. Hier kam es zu mehreren Gefechten, an denen die Ulanen beteiligt waren, bis Orléans am 4. Dezember 1870 den Deutschen endgültig in die Hände fiel. Besondere Bedeutung hatte hierbei die Schlacht bei Beaune-la-Rolande, als die erste Kavalleriedivision zusammen mit vier Bataillonen von der 5. Infanterie-Division gerade noch rechtzeitig eingreifen konnte, um das deutsche X. Korps vor einer Niederlage zu bewahren. Durch diese Verstärkung wurde die drohende Niederlage in einen deutlichen Sieg verwandelt. Einige Teile des Regimentes kämpften danach noch weiter beim Vormarsch auf Vendôme bis zum Beginn der Schlacht bei Le Mans im Januar 1871. Nach dem Ende der Kämpfe gehörte das Regiment zur Besatzungstruppe und kehrte im Sommer 1871 in seine Garnisonen zurück, wo es im Juni eintraf.

### Erster Weltkrieg
Das Regiment behielt seinen Kavallerie-Status während des gesamten Krieges. Es war in dieser Zeit ständig im Verband der 1. Kavallerie-Division, 2. Kavallerie-Brigade zusammen mit dem Jäger-Regiment zu Pferde Nr. 9 eingesetzt.
Zu Beginn des Ersten Weltkrieges rückten die Ulanen nach dem Osten aus, wo sie zunächst im Grenzschutz eingesetzt wurden. Ende August nahmen sie an der Schlacht bei Tannenberg und Mitte September an der Schlacht an den Masurischen Seen teil. 
Danach folgten bis zum November 1915 der Aufgabenstellung gemäß Patrouillen-, Sicherungs- und Aufklärungsdienst in Litauen zwischen Njemen und der Ostpreußischen Grenze. 
Vom November 1915 bis August 1917 oblag dem Regiment der Küstenschutz in Kurland. Während dieser Zeit gab es keine Feindberührung. Nach vereinzelten Kämpfen östlich von Riga im Herbst 1917 kam das Regiment zur Etappen-Inspektion 10 und wurde im rückwärtigen Gebiet eingesetzt. Dieses schloss auch die Bekämpfung von Zusammenschlüssen bewaffneter russischer Deserteure und sonstiger, nicht dem Kombattantenstatus angehörender bewaffneter Gruppierungen der Bevölkerung ein. Im Frühjahr 1918 waren die Reiter am Vorstoß bis zum Peipus-See beteiligt und übernahmen anschließend den Schutz der estnischen Grenze. Im Mai 1918 erfolgte die Verlegung in die Ukraine, um dort bis Kriegsende im Ordnungsdienst eingesetzt zu werden.

### Verbleib
Am 22. Februar 1919 kehrte das Regiment nach Insterburg zurück, um anschließend demobilisiert und aufgelöst zu werden.
Aus den Resten des Regiments wurde eine Freiwilligen-Eskadron zum Grenzschutz gegen Polen und zum Polizeidienst in Königsberg aufgestellt.
Die Tradition übernahm in der Reichswehr durch Erlass des Chefs der Heeresleitung General der Infanterie Hans von Seeckt vom 24. August 1921 die 3. Eskadron des 1. (Preußisches) Reiter-Regiments in Insterburg.

## Kommandeure

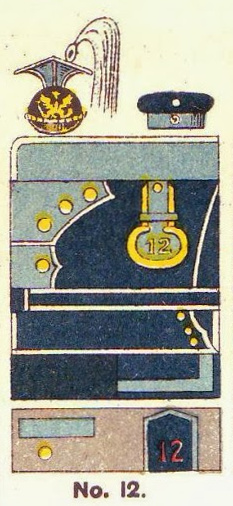
Farbschema der Uniform (1890), also vor Einführung der feldgrauen Felddienstuniform

| Dienstgrad            | Name                    | Datum                                                  |
| --------------------- | ----------------------- | ------------------------------------------------------ |
| Oberstleutnant        | Friedrich von Trotha    | 12. Mai bis 30. Juni 1860 (mit der Führung beauftragt) |
| Oberstleutnant/Oberst | Friedrich von Trotha    | 01. Juli 1860 bis 25. Juni 1864                        |
| Oberstleutnant        | Ferdinand von Glasenapp | 25. Juni 1864 bis 2. April 1866                        |
| Oberstleutnant        | Alfred von Kehler       | 03. April 1866 bis 24. August 1867                     |
| Oberstleutnant        | Oskar von Bode          | 25. August 1867 bis 17. August 1869                    |
| Oberstleutnant/Oberst | Otto von Rosenberg      | 18. August 1869 bis 10. Februar 1875                   |
| Oberst                | Thure von Kuylenstjerna | 11. Februar 1875 bis 11. März 1876                     |
| Oberstleutnant        | Ferdinand von Rudolphi  | 12. März 1876 bis 10. Juni 1879                        |
| Oberstleutnant/Oberst | Ernst von Dielzielsky   | 11. Juni 1879 bis 14. Mai 1886                         |
| Oberstleutnant/Oberst | Hermann von Kaisenberg  | 15. Mai 1886 bis 17. Januar 1891                       |
| Oberst                | Maximilian von Lange    | 18. Januar 1891 bis 20. April 1894                     |
| Oberstleutnant        | von Scheffer            | 21. April 1894 bis 13. Dezember 1897                   |
| Oberstleutnant/Oberst | Theodor von Wernitz     | 14. Dezember 1897 bis 17. Juli 1902                    |
| Oberstleutnant/Oberst | Richard von Schmidt     | 18. Juli 1902 bis 17. Juni 1906                        |
| Oberstleutnant        | Erich von Leipzig       | 1. Oktober 1906 bis 17. Februar 1908                   |
| Oberstleutnant        | Paul von Thiel          | 18. Februar 1908 bis 18. November 1909                 |
| Oberst                | Julius Croll            | 19. November 1909 bis 19. März 1911                    |
| Oberst                | Paul von Below          | 20. März 1911 bis 1. November 1914                     |
| Oberstleutnant        | Arthur Hay              | 02. November 1914 bis 12. Juni 1915                    |
| Oberst                | Franz Hotop             | 13. Juni 1915 bis 9. Juni 1918                         |
| Oberst                | Arthus Hay              | 10. Juni 1918 bis Ende                                 |

## Uniform
Der Ulanka genannte Waffenrock war aus dunkelblauem Tuch gefertigt. Die Abzeichenfarbe (Ärmelaufschläge, Kragen, Paraderabatte, Tschapkarabatte, Epaulettenfelder und Passanten) war hellblau. Die Stiefelhose war anthrazitfarben. Die Knöpfe sowie die Beschläge der Tschapka waren gelb, der Paradehaarbusch weiß. Auf den Schultern der Ulanka befanden sich Epauletten mit der Regimentsnummer. Von der linken Schulter zur rechten Hüfte lief ein weißes Bandelier mit schwarzer Kartusche. Mannschaften und Unteroffiziere führten Stahlrohrlanzen mit schwarz-weißen Lanzenflaggen.
Bereits mit A.K.O. vom 14. Februar 1907 befohlen und ab 1909/10 schrittweise eingeführt, wurde anlässlich des Kaisermanövers 1913 die bunte Uniform erstmals durch die feldgraue Felddienstuniform (M 1910) ersetzt. Diese glich vollkommen der Friedensuniform. Das Lederzeug und die Stiefel waren naturbraun, die Tschapka wurde durch einen schilffarbig genannten Stoffüberzug bedeckt. Das Bandelier und die Kartusche wurden zu dieser Uniform nicht mehr angelegt.